# 团城乡
团城乡，是中华人民共和国河南省平顶山市鲁山县下辖的一个乡镇级行政单位。

## 行政区划
团城乡下辖以下地区：
鸡冢村、泰山庙村、小团城村、枣庄村、玉皇庙村、五道庙村、辣菜沟村、应山村、寺沟村、牛王庙村和花园沟村。